# Кисличник
Кисли́чник (лат. Oxýria) — род многолетних травянистых растений семейства Гречишные (Polygonaceae). 
Растёт в Евразии и Северной Америке в арктической зоне и в альпийском поясе, у ручьёв и родников, на галечниках и каменистых склонах.

## Биологическое описание
Многолетник с ползучим корневищем и прикорневыми почковидными листьями на длинных черешках.
Листья кисличника кислые на вкус, богаты витамином С.
Цветки обоеполые, в метёлке. Околоцветник 4-членный, тычинок 6.
Плод — крылатый орешек.

## Виды
По информации базы данных The Plant List, род включает 2 вида:
- Oxyria digyna (L.) Hill — Кисличник двухстолбчатый
- Oxyria sinensis Hemsl.

В России в тундре и горах Сибири, Дальнего Востока, горах Кавказа и Средней Азии произрастает Кисличник двухстолбчатый (Oxyria digyna) (L.) Hill.